# Колантуоно, Стефано
Стефано Колантуоно (итал. Stefano Colantuono; род. 23 октября 1962, Рим) — итальянский футболист и футбольный тренер. Выступал на позиции защитника.

## Игровая карьера
Стефано Колантуоно начал свою карьеру в клубе серии D «Веллетри», затем выступал в клубе серии С в «Тернана». В 1984 году он перешёл в команду серии В «Ареццо», а через сезон дебютировал в серии А в клубе «Пиза». Затем Колатуоно играл в высшей итальянской лиге за «Авеллино», «Комо» и «Асколи».
В 1991 году Колантуоно ушёл из футбола в мини-футбол, где играл за «Рому», выиграв чемпионат Италии. После чего Колантуоно вернулся в большой футбол, где играл за команды низших итальянских лиг. Завершил карьеру Стефано в клубе «Самбенедеттезе», куда перешёл в ноябре 2000 года.

## Тренерская карьера
Свою тренерскую карьеру Колантуоно начал в клубе «Самбенедеттезе», где и завершил свою карьеру игрока, будучи приглашённым президентом команды Лучано Гауччи за 9 туров до конца турнира. С «Самбенедеттезе» Колантуоно уже в первый же сезон вышел в серию С1, выиграв все матчи, в которых он руководил командой, приведя клуб к 5 месту в турнире. Затем Колантуоно тренировал команды серии В «Катанию» (9 место) и «Перуджу», которую довёл до стадии плей-офф, но в ней клуб проиграл «Торино». Во время работы с этими клубами Колантуоно, не имевший тренерской лицензии, де-юре являлся ассистентом Габриеле Матриччани, своего помощника.
В 2005 году Колантуоно возглавил «Аталанту», с который в первый же сезон победил в серии В, а на следующий год привёл команду к 7-му место в высшем итальянском дивизионе. 31 мая 2007 года Колантуоно возглавил клуб «Палермо», будучи приглашён Маурицио Дзампарини, президентом команды. Но уже 26 ноября был уволен после серии поражений, «венцом» которых стал разгром от «Ювентуса» 0:5. 24 марта 2008 года Колантуоно вновь возглавил «Палермо», но провёл с командой лишь 1 игру в чемпионате, будучи смещён со своего поста 4 сентября, после поражения в Кубке Италии со счётом 1:3 от «Удинезе».
15 июня 2009 года Колантуоно возглавил клуб «Торино», вылетевший в серию В, подписав контракт на 1 сезон. Уже 29 ноября Колантуоно был уволен из-за неудовлетворительных результатов игры команды; его заменил Марио Беттега. 10 января 2010 года Колантуоно был вновь назначен главным тренером клуба, сменив Беттегу.
Ровно через год Колантуоно стал главным тренером «Аталанты».
4 марта 2015 года уволен с поста главного тренера «Аталанты». Преемником Колантуоно у руля бергамасков стал Эдоардо Рея.
4 июня 2015 года Колантуоно возглавил клуб «Удинезе». Контракт подписан на 2 года. 14 марта 2016 года, через день после домашнего матча 29-го тура серии A 2015/16 «Удинезе» — «Рома» (1:2), снят со своего поста.
7 ноября 2016 года назначен главным тренером клуба серии B «Бари». Контракт подписан до 30 июня 2017 года с возможностью продления ещё на 1 год.
12 декабря 2017 года назначен главным тренером клуба серии B «Салернитана». 17 октября 2021 года вернулся в выступающую в Серии A «Салернитану». 15 февраля 2022 года, через 2 дня после матча 25-го тура Серии A 2021/22 «Дженоа» — «Салернитана» (1:1), был освобождён от должности. 19 марта 2024 года вернулся на должность тренера «Салернитаны».

## Достижения
- Чемпион Италии по мини-футболу: 1991/92.